# Болотоход F B
F B — специализированный военный транспорт Императорской армии Японии, использовавшийся для пересечения сложной болотистой местности. F B был одной из серии машин, созданных армией в ее усилиях по повышению механизации и мобильности своих сил. Ему предшествовал прототип, известный как «болотная машина S B», но она оказалась слишком тяжелой и громоздкой для применения. Впервые испытанный в 1935 году, F B был короче и легче, чем S B. Было построено в общей сложности 146 единиц F B, что делает его самой многочисленной моделью, изготовленной японским армией этого типа транспортного средства. После F B была создана разведывательная машина — болотоход T B.

## Разработка
Болотоход F B был разработан и применялся для пересечения болотистой местности.  Разработка данной машины входила в планы армии по механизации своих сил и ее «возможностей перемещения по пересечённой местности» . F B был запущен в серию в 1935 году, всего было построено 146 единиц.  Экипаж F B состоял из двух или трех человек. У транспортёра было восемь дорожных колес с каждой стороны, с резиновыми поплавками, прикрепленными к направляющим звеньям, чтобы предотвратить погружение транспортного средства в трясину. F B также мог использоваться для перевозки людей по водным путям, приводимым в действие приводным валом.  

## Болотоход S B

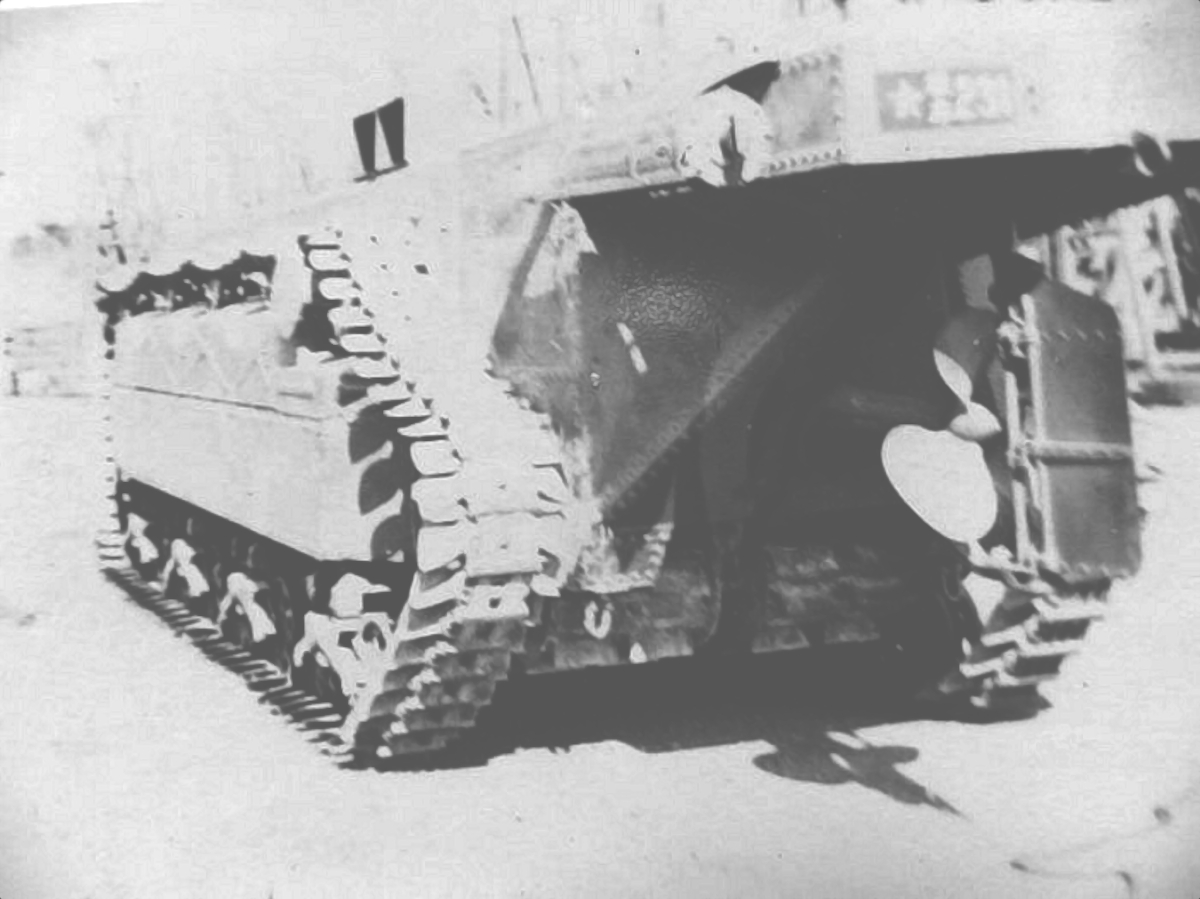
Экспериментальный болотоход S B, вид спереди

Болотоход S B было первым прототипом, разработанным для использования в качестве военного транспорта / перевозчика для пересечения болотистой местности и водных путей. Он также был предназначен для перевозки людей по воде и приводился в действие приводным валом. Построенный в 1933 году, как и последующее болотоход F B, у него были резиновые поплавки, прикрепленные к его направляющим звеньям, для предотвращения погружение в болото. Он отличался от конструкции F B наличием «плавников на гусеницах» и дополнительных гусениц под корпусом.  S B не пошёл в производство, поскольку считался слишком тяжелым при своих 10 тоннах и слишком длинным (10 м). После этого было разработан болотоход F B для устранения этих проблем, возникших во время тестирования. 

## Разведывательный болотоход T B
На базе F B в 1942 году был выпущен небольшой болотоход, так же известный как разведывательный болотоход T B. Он весил 1,8 тонны, всего было произведено в общей сложности 53 машины. 